# 中原尚哉
中原 尚哉（なかはら なおや、1964年6月8日 - ）は、日本のSF翻訳家。自称「スペオペ翻訳業者」。
日本推理作家協会会員。群馬県在住。

## 略歴
福岡県山門郡生れ。
1987年東京都立大学人文学部卒業。
東京都立大学SF研究会、及び小川隆が主催する英米SFの新作を紹介研究するファングループ「ぱらんてぃあ」出身。
1987年、「SFマガジン」にジェイムズ・P・ブレイロック『ペーパー・ドラゴン』の翻訳を発表して翻訳家デビュー。
2017年、翻訳を手がけたピーター・トライアス『ユナイテッド・ステイツ・オブ・ジャパン』が第14回本屋大賞翻訳小説部門で第2位に選ばれる。
2021年、マーサ・ウェルズ『マーダーボット・ダイアリー』で第7回日本翻訳大賞を受賞。

## 翻訳
- 『ドライ・タウンの虜囚』（M.Z.ブラッドリー 東京創元社、創元推理文庫、ダーコーヴァ年代記） 1987年
- 『ホークミストレス』（M.Z.ブラッドリー 氷川玲子, 中原尚哉 訳 東京創元社、創元推理文庫、ダーコーヴァ年代記） 1988年
- 『シャドウアイズ』（キャスリン・プタセク、東京創元社、創元ノヴェルズ） 1989年
- 『ルソン沖の決戦』（ハリー・ホームウッド、東京創元社、創元ノヴェルズ） 1991年
- 『サイレント・シー』（ハリー・ホームウッド、東京創元社、創元ノヴェルズ）1992年
- 『ナイトストライク』（グレゴリー・G・ヴァニー、東京創元社、創元ノヴェルズ） 1993年
- 『ダーティー・トリック』（マイクル・ディブディン、扶桑社、扶桑社ミステリー） 1993年
- 『リボーン』（F・ポール・ウィルスン、扶桑社、扶桑社ミステリー） 1995年
- 『太陽と月のアラベスク』（リサ・ゴールドスタイン、早川書房、ハヤカワ文庫FT） 1995年
- 『大暴風』上・下（ジョン・バーンズ、早川書房、ハヤカワ文庫SF） 1996年
- 『ソニック・ユース・ストーリー』（アレック・フォージ、リットーミュージック） 1996年
- 『聖なる血』（トマス・F・モンテルオーニ、扶桑社、扶桑社ミステリー） 1997年
- 『マウント・ドラゴン』上・下（ダグラス・プレストン, リンカーン・チャイルド、扶桑社、扶桑社ミステリー） 1998年
- 『アヴァロンの戦塵』上・下（ラリー・ニーヴン, ジェリー・パーネル, スティーヴン・バーンズ、東京創元社、創元SF文庫） 1998年
- 『タイム・シップ』上・下（スティーヴン・バクスター、早川書房、ハヤカワ文庫SF） 1998年
- 『極微機械ボーア・メイカー』（リンダ・ナガタ、早川書房、ハヤカワ文庫SF） 1998年
- 『幻惑の極微機械』上・下（リンダ・ナガタ、早川書房、ハヤカワ文庫SF) 1999年
- 『氷河期を乗りきれ』上・下（リチャード・モラン、扶桑社、扶桑社ミステリー） 1999年
- 『終わりなき平和』（ジョー・ホールドマン 東京創元社、創元SF文庫） 1999年
- 『密林・生存の掟』（アラン・ディーン・フォスター、扶桑社、扶桑社ミステリー） 2003年
- 『不在の鳥は霧の彼方へ飛ぶ』（パトリック・オリアリー、早川書房、ハヤカワ文庫SF） 2003年
- 『太陽の中の太陽 : 気球世界ヴァーガ』（カール・シュレイダー、早川書房、ハヤカワ文庫SF） 2008年
- 『スパイダー・スター』上・下（マイク・ブラザートン、早川書房、ハヤカワ文庫SF） 2009年
- 『アードマン連結体』（ナンシー・クレス、田中一江他共訳、早川書房、ハヤカワ文庫SF） 2010年
- 『第六ポンプ』（パオロ・バチガルピ、金子浩共訳、早川書房、新☆ハヤカワ・SF・シリーズ)  2012年、のちハヤカワ文庫 2013年
- 『スターフォース : 最強の軍団、誕生!』（B・V・ラーソン、早川書房、ハヤカワ文庫SF） 2012年
- 『巨獣めざめる』上・下（ジェイムズ・S・A・コーリイ、早川書房、ハヤカワ文庫SF） 2013年
- 『道を視る少年』上・下（オースン・スコット・カード、早川書房、ハヤカワ文庫SF） 2014年
- 『大航宙時代 : 星海への旅立ち』（ネイサン・ローウェル、早川書房、ハヤカワ文庫SF） 2014年
- 『凍りついた空 : エウロパ2113』（ジェフ・カールソン、東京創元社、創元SF文庫） 2014年
- 『死者の代弁者』 [新装版] 上・下（オースン・スコット・カード、早川書房、ハヤカワ文庫SF） 2015年
- 『ラットランナーズ』（オシーン・マッギャン、東京創元社、創元SF文庫） 2015年
- 『ユナイテッド・ステイツ・オブ・ジャパン』（ピーター・トライアス、早川書房、新☆ハヤカワ・SF・シリーズ） 2016年
- 『荒潮』（陳楸帆（チェン・チウファン）、早川書房、新☆ハヤカワ・SF・シリーズ） 2020年1月
- 『失われた世界』[新訳版]（コナン・ドイル、東京創元社、創元SF文庫） 2020年7月
- 『サイバー・ショーグン・レボリューション』上・下（ピーター・トライアス 、新☆ハヤカワ・SF・シリーズ / ハヤカワ文庫SF） 2020年9月
- 『最終人類』上・下（ザック・ジョーダン、早川書房、ハヤカワ文庫SF） 2021年3月
- 『最後の宇宙飛行士』（デイヴィッド・ウェリントン、早川書房、ハヤカワ文庫SF） 2022年5月
- 『アポロ18号の殺人』上・下（クリス・ハドフィールド、早川書房、ハヤカワ文庫SF） 2022年8月
- 『AI 2041：人工知能が変える20年後の未来』（カイフー・リー（李開復）, チェン・チウファン（陳楸帆）、文藝春秋、文春e-book）  2022年12月

### 「Zones of Thought」シリーズ
- 『遠き神々の炎』上・下（ヴァーナー・ヴィンジ、東京創元社、創元SF文庫） 1995年
- 『最果ての銀河船団』上・下（ヴァーナー・ヴィンジ、東京創元社、創元SF文庫） 2002年
- 『星の涯(はて)の空』上・下（ヴァーナー・ヴィンジ、東京創元社、創元SF文庫） 2014年

### 「スコーリア戦史」シリーズ
- 『飛翔せよ、閃光の虚空へ! : スコーリア戦史』（キャサリン・アサロ、早川書房、ハヤカワ文庫SF） 1999年
- 『制覇せよ、光輝の海を! : スコーリア戦史』上・下（キャサリン・アサロ、早川書房、ハヤカワ文庫SF） 2000年
- 『稲妻よ、聖なる星をめざせ! : スコーリア戦史』（キャサリン・アサロ、早川書房、ハヤカワ文庫SF） 2000年
- 『目覚めよ、女王戦士の翼! : スコーリア戦史』上・下（キャサリン・アサロ、早川書房、ハヤカワ文庫SF） 2001年

### 「クリプトノミコン」シリーズ
- 『クリプトノミコン 1 チューリング』（ニール・スティーヴンスン、早川書房、ハヤカワ文庫SF） 2002年
- 『クリプトノミコン 2 エニグマ』（ニール・スティーヴンスン、早川書房、ハヤカワ文庫SF） 2002年
- 『クリプトノミコン 3 アレトゥサ』（ニール・スティーヴンスン、早川書房、ハヤカワ文庫SF） 2002年
- 『クリプトノミコン 4 データヘブン』（ニール・スティーヴンスン、早川書房、ハヤカワ文庫SF） 2002年

### 「トリポッド」シリーズ
- 『トリポッド 1 (襲来)』（ジョン・クリストファー、早川書房、ハヤカワ文庫SF） 2004年
- 『トリポッド 2 (脱出)』（ジョン・クリストファー、早川書房、ハヤカワ文庫SF） 2005年
- 『トリポッド 3 (潜入)』（ジョン・クリストファー、早川書房、ハヤカワ文庫SF） 2005年
- 『トリポッド 4 (凱歌)』（ジョン・クリストファー、早川書房、ハヤカワ文庫SF） 2005年

### アレステア・レナルズ
- 『啓示空間』（アレステア・レナルズ、早川書房、ハヤカワ文庫SF） 2005年
- 『カズムシティ』（アレステア・レナルズ、早川書房、ハヤカワ文庫SF） 2006年
- 『火星の長城』（アレステア・レナルズ、早川書房、ハヤカワ文庫SF、レヴェレーション・スペース1） 2007年
- 『銀河北極』（アレステア・レナルズ、早川書房、ハヤカワ文庫SF、レヴェレーション・スペース2） 2007年
- 『量子真空』（アレステア・レナルズ、早川書房、ハヤカワ文庫SF） 2008年

### 「トランスフォーマー」シリーズ
- 『トランスフォーマー』（アラン・ディーン・フォスター、早川書房、ハヤカワ文庫SF） 2007年
- 『トランスフォーマー リベンジ』（アラン・ディーン・フォスター、早川書房、ハヤカワ文庫SF） 2009年
- 『トランスフォーマー ダークサイド・ムーン』（ピーター・デイヴィッド、早川書房、ハヤカワ文庫SF） 2011年

### 「海軍士官クリス・ロングナイフ」シリーズ
- 『新任少尉、出撃! : 海軍士官クリス・ロングナイフ』（マイク・シェパード、早川書房、ハヤカワ文庫SF） 2009年
- 『救出ミッション、始動! : 海軍士官クリス・ロングナイフ』（マイク・シェパード、早川書房、ハヤカワ文庫SF） 2011年
- 『防衛戦隊、出陣! : 海軍士官クリス・ロングナイフ』（マイク・シェパード、早川書房、ハヤカワ文庫SF） 2011年
- 『辺境星区司令官、着任!：海軍士官クリス・ロングナイフ』（マイク・シェパード、早川書房、ハヤカワ文庫SF） 2013年
- 『特命任務、発令!：海軍士官クリス・ロングナイフ』（マイク・シェパード、早川書房、ハヤカワ文庫SF） 2014年

### 「マラザン斃れし者の書」シリーズ
- 『碧空の城砦』1 - 3（スティーヴン・エリクスン、早川書房、ハヤカワ文庫FT、マラザン斃れし者の書1） 2010年
- 『砂塵の魔門』1 - 4（スティーヴン・エリクスン、早川書房、ハヤカワ文庫FT、マラザン斃れし者の書2） 2010 -2011年

### 「マーダーボット・ダイアリー」シリーズ
- 『マーダーボット・ダイアリー』上・下（マーサ・ウェルズ、東京創元社、創元SF文庫） 2019年12月
- 『ネットワーク・エフェクト』（マーサ・ウェルズ、東京創元社、創元SF文庫） 2021年10月
- 『逃亡テレメトリー』（マーサ・ウェルズ、東京創元社、創元SF文庫） 2022年4月

### アンソロジー
- 『幻想の犬たち』（ジャック・ダン, ガードナー・ドゾワ編、福島正実ほか共訳、扶桑社、扶桑社ミステリー） 1999年
- 『スティーヴ・フィーヴァー ポストヒューマンSF傑作選：SFマガジン創刊50周年記念アンソロジー』（山岸真編、共訳、早川書房、ハヤカワ文庫SF） 2010年
- 『SFマガジン700 : 創刊700号記念アンソロジー 海外篇』（山岸真編、共訳、早川書房、ハヤカワ文庫SF） 2014年
- 『この地獄の片隅に パワードスーツSF傑作選』（J・J・アダムズ編、東京創元社、創元SF文庫） 2021年3月
- 『不死身の戦艦 銀河連邦SF傑作選』（アレステア・レナルズ, ジュヌヴィエーヴ・ヴァレンタイン他、東京創元社、創元SF文庫） 2021年7月
- 『創られた心 AIロボットSF傑作選』（ヴィナ・ジエミン・プラサド, ピーター・ワッツ他、東京創元社、創元SF文庫） 2022年2月
- 『黄金の人工太陽 巨大宇宙SF傑作選』（チャーリー・ジェーン・アンダーズ, トバイアス・S・バッケル他、東京創元社、創元SF文庫） 2022年6月
- 『金色昔日【こんじきせきじつ】 現代中国SFアンソロジー』（ケン・リュウ編、大森望他共訳、早川書房、ハヤカワ文庫SF） 2022年11月